# US Pistoiese 1921
US Pistoiese (fullständigt namn: Unione Sportiva Pistoiese 1921) är en fotbollsklubb från Pistoia i Italien, bildad 1921. Klubben spelar säsongen 2013/2014 i Serie D. Bästa säsong för klubben var säsongen 1980/1981 då man nådde en 16:e plats i Serie A.

## Kända spelare
- Massimiliano Allegri
- Zlatan Muslimović